# Jan Karel van Goltstein
Jan Karel baron van Goltstein (Arnhem, 30 mei 1794 – Den Haag, 17 februari 1872) was een onafhankelijk politicus uit een Guliks adellijk geslacht. Hij was aanvankelijk werkzaam bij het Hoog Militair Gerechtshof en werd in 1840 Tweede Kamerlid. Hij was toen voorstander van staatkundige hervormingen. In 1849 werd hij als gematigd liberaal voorzitter van de eerste op basis van algemeen kiesrecht gekozen Tweede Kamer. Hij was deskundig op het gebied van het internationale recht en minister van Buitenlandse Zaken in het gemengd liberaal-conservatieve kabinet-Rochussen. Na zijn ministerschap was hij nog negen jaar Tweede Kamerlid en anderhalf jaar senator. Hij was een broer van Hendrik Rudolph Willem van Goltstein van Oldenaller en oom van Willem van Goltstein van Oldenaller, die eveneens politicus waren.
- Biografisch Portaal: 09279320
- Digitale Bibliotheek voor de Nederlandse Letteren: golt003
- International Standard Name Identifier: 0000 0003 9549 6370
- Nederlandse Thesaurus van Auteursnamen: 310205034
- Parlement.com: vg09ll150nui
- Virtual International Authority File: 290270892
- WorldCat: E39PBJqk4M6mq94jqVXrf778md